# Santutxu FC
Santutxu Fútbol Club – hiszpański klub piłkarski, grający w Tercera División, mający siedzibę w Bilbao.

## Sezony
| Sezon   | Liga       | Miejsce | Puchar Króla |
| ------- | ---------- | ------- | ------------ |
| 1929-80 | Regional   | -       |              |
| 1980/81 | 3ª         | 15.     |              |
| 1981/82 | 3ª         | 11.     |              |
| 1982/83 | 3ª         | 10.     |              |
| 1983/84 | 3ª         | 11.     |              |
| 1984/85 | 3ª         | 16.     |              |
| 1985/86 | 3ª         | 14.     |              |
| 1986/87 | 3ª         | 20.     |              |
| 1987-91 | Regional   | -       |              |
| 1991/92 | 3ª         | 7.      |              |
| 1992/93 | 3ª         | 20.     |              |
| 1993-00 | Regional   | -       |              |
| 2000/01 | Reg. Pref. | 19.     |              |

| Sezon   | Liga       | Miejsce | Puchar Króla |
| ------- | ---------- | ------- | ------------ |
| 2001/02 | 1ª Reg.    | -       |              |
| 2002/03 | Div. Honor | 4.      |              |
| 2003/04 | Div. Honor | 10.     |              |
| 2004/05 | Div. Honor | 11.     |              |
| 2005/06 | Div. Honor | 1.      |              |
| 2006/07 | 3ª         | 18.     |              |
| 2007-10 | Regional   | -       |              |
| 2010/11 | 3ª         | 11.     |              |
| 2011/12 | 3ª         | 15.     |              |
| 2012/13 | 3ª         | 16.     |              |
| 2013/14 | 3ª         | 11.     |              |
| 2014/15 | 3ª         | 13.     |              |
| 2015/16 | 3ª         | 7.      |              |

- 13 sezony w Tercera División